# Leptodon (fåglar)
Leptodon är ett släkte inom familjen hökar. Släktet omfattar två arter med glador som förekommer i Syd- och Mellanamerika.
- Gråhuvad glada (Leptodon cayanensis)
- Halsbandsglada (Leptodon forbesi)